# I misteri di Osiride - La cospirazione del male
La cospirazione del male (La Conspiration du mal) è il secondo libro della serie I misteri di Osiride, serie scritta da Christian Jacq. È uscito in Francia nel 2003, mentre in Italia è uscito nel 2004 sotto il Corriere della Sera, e nel 2018 sotto la Tre60 con la nuova edizione Lo scriba di Osiride.

## Trama
Mentre l'Annunciatore, ora in possesso del re dei turchesi, medita di distruggere l'istituzione faraonica, il faraone Sesostri continua nel suo intento di riportare sotto la sua egida gli ultimi governatori indipendenti, ovvero Khnumhotep e Gehuty. Contrariamente al solito, Sesostri si presenta praticamente da solo, insieme al suo portasigilli Sehotep, e con le sole parole riesce a riconciliarsi con Khnumhotep, riportando così l'intero Egitto sotto il suo stendardo. Effettivamente, Sesostri sospettava che almeno uno di tali governatori delle province indipendenti fosse affiliato all'Annunciatore, che tenta di distruggere l'istituzione faraonica per installarvi il Regno del Male. Sesostri scioglie dunque i posti di governatori delle province e sopprime le cariche ereditarie, affidando dunque l'amministrazione delle Due Terre a un visir che si incontrerà con il faraone ogni mattina: tale carica di visir sarà concessa a Khnumhotep stesso. Heremsaf, braccio destro del sindaco di Kahun, inizia intanto Iker alla via dei misteri, ma viene poco dopo avvelenato da Bina, che tenta di trattenere Iker sulla via del male. Sospettando che un uomo come Heremsaf, tanto in buona salute, sia morto così all'improvviso, Iker indaga e la scopre a capo di un gruppo di assassini; si imbarca quindi a Menfi, dove intende costruirsi da solo la sua carriera da scriba per avvicinarsi al Faraone.
Mentre Iside viene addestrata dal suo superiore il Calvo ai misteri di Osiride, Iker viene scelto in un tempio come scriba e poi come sacerdote di Anubi, iniziando la sua ascesa come dignitario del faraone. Intanto, il visir Khnumhotep incolpa Sobek di vari crimini, tra cui l'abuso di potere, a seguito di un furto di un'imbarcazione degenerato in una zuffa, e lo dimette dalle sue cariche; Iker può quindi avvicinarsi più facilmente alla corte del faraone e al suo cospetto, ma non è il solo ad avvicinarsi a lui: Gergu incarica infatti uno scaricatore di nome Sfregiato a tale compito, mentre Torvo fa lo stesso con un siriano. Durante la missione d'assassinio il siriano fa fuori lo scaricatore, mentre Iker arriva nell'ufficio del re e vi trova Sesostri, già conscio del fatto di volerlo uccidere; il faraone però vede anche la paura negli occhi del ragazzo e gli concede di scegliere se finire il compito da lui dato o rinunciarvi. A portare Iker a prendere la sua decisione è l'inattesa comparsa di Sekari, unitosi al seguito del faraone come spia; sbalordito, Iker rinuncia alle manovre da cui è stato sedotto, e rivela riconoscente la sua storia al faraone; questi accetta di aiutarlo a scoprire la verità, anche perché lui stesso ritiene che il paese di Punt esista veramente.
Il giorno dopo Sesostri nomina Iker del titolo di Figlio Reale, incarica Sekari di scagionare Sobek, e insieme al Circolo di Abido decide che, per aiutare a proteggere l'Albero della Vita, è necessario costruire a Dashur una nuova piramide, che, seppure non maestosa come quelle dell'Antico Regno, irradierà comunque l'energia sufficiente per contrastare la magia nera dell'Annunciatore. Quest'ultimo riesce intanto a prendere dalla sua parte Gergu, Bega e Medes in un colpo solo, e imprime loro il marchio di Seth, imponendo loro di obbedire senza discutere come suoi alleati e confederati; in aggiunta l'Annunciatore incarica Reshi, il capitano assistente di Medes, di uccidere Iker, ma questi, per via della sua incapacità e grazie all'intervento di Sekari, viene catturato e interrogato e svela che parte degli asiatici ha imboccato la pista che porta al grande lago, mentre il resto si sta dirigendo a Menfi. In Nubia, nell'Uadi Allaki, il generale Sepi guida una spedizione per recuperare l'oro guaritore per l'Albero della Vita, ma viene ucciso dall'Annunciatore, che lascia vivo il suo terrorizzato assistente perché riferisca l'accaduto. Nel frattempo Ibsha, fabbricante d'armi al servizio dell'Annunciatore, attacca Dashur alla testa di un esercito asiatico, allo scopo di distruggere i cantieri della piramide dedicata a Sesostri, già a buon punto di costruzione; Sekari e Iker riescono a organizzare la resistenza formata soltanto da artigiani e tagliapietre, e il loro coraggio e la loro prontezza permettono loro di respingere gli aggressori. I due però vengono a sapere della morte di Sepi e capiscono subito che il suo assassino è l'Annunciatore, in quanto, stando a Sekari, il suo maestro e istruttore era in grado di dominare le creature del deserto grazie alle formule magiche; i due si propongono quindi di aiutare il Faraone a sconfiggere il perfido Annunciatore e riportare la pace nell'Egitto.
A Menfi, l'Annunciatore progetta un nuovo attacco da Sichem, che si rivolterà alla prima occasione, e tramite il re dei turchesi dona parte del suo potere alla sua sottoposta Bina, trasformandola in una terrificante leonessa che agirà solo su suo ordine.

## Personaggi
- Iker: protagonista della serie.
- Sesostri III: Faraone d'Egitto. Progetterà di costruire una nuova piramide a Saqqara per tentare di placare gli dei e ridare linfa vitale all'acacia di Osiride, l'Albero della Vita.
- Sekari: amico di Iker
- Iside: sacerdotessa al servizio di Sesostri, di cui Iker è innamorato.
- Bina: un'asiatica al servizio dell'Annunciatore.
- Annunciatore: l'antagonista principale della tetralogia, è un potente mago che trama di distruggere l'Egitto e soppiantarlo con il Regno del Male. Si fa aiutare da Shab lo Storpio, dal Libanese, dal libico Shab lo Storpio e dalla serva asiatica Bina e comanda un gruppo di fanatici.
- Shab lo Storpio: un libico, servo leale dell'Annunciatore.
- Torvo: altro servo dell'Annunciatore.
- Ibsha: fabbricante d'armi al servizio dell'Annunciatore.
- Teshat: una donna al servizio di Khnumhotep, proverà interessi per Iker, che aiuterà.
- Sepi: generale al servizio del suo amico Gehuty.
- Calvo: anziano sacerdote di Abido e maestro di Iside.
- Libanese: un grasso mercante che si allea indirettamente con l'Annunciatore.
- Khnumhotep: sindaco della provincia dell'Orice.
- Gehuty: governatore della provincia della Lepre.
- Sehotep: esperto scriba ed erede di una ricca famiglia, guardasigilli reale e supervisore di tutte le opere del Faraone, possiede un temperamento quasi febbrile, ma non è per nulla amato dai cortigiani.
- Senankh: amante del buon cibo, è invero uno specialista rigoroso delle finanze pubbliche, oltre che un leader intransigente, è diventato Ministro dell'Economia, gran tesoriere del regno a capo della Doppia Casa Bianca. Possiede una scarsa diplomazia, che lo porta a scontrarsi spesso con gli adulatori e i fannulloni.
- Nesmontu: un vecchio generale egizio, estremamente severo e autoritario, già fattosi onore sotto il regno di Amenemhet I, viene nominato capo delle forze armate. Disposto a qualunque cosa pur di difendere l'Egitto.
- Bega: componente del circolo di Abido, amareggiato per non essere stato nominato superiore dei permanenti del cerchio, si allea con Gergu.
- Medes: tesoriere e sacerdote temporaneo di Abido. Ha una moglie, affidata al dottor Gua, in quanto sembra affetta da gravi disturbi fisici e mentali. Si allea con l'Annunciatore, insieme a Gergu e a Bega, in quanto nonostante i suoi sforzi, il posto da lui agognato verrà preso da un altro sacerdote.
- Gergu: gaudente incallito e temibile esattore delle imposte al servizio di Medes, che considera la sua anima dannata. Adora bere e ama le donne, che considera oggetti dispensatori di piacere. Ha già divorziato per ben tre volte, tutte a causa della sua violenza. Inoltre, preferisce i viaggi via mare che sulla terraferma, in quanto lo mettono a disagio, ed è molto superstizioso, in quanto non viaggia mai senza una decina di amuleti.
- Sobek: chiamato il Protettore, è un poliziotto del corpo al servizio del Faraone. Verrà nominato responsabile dell'intera polizia del regno.
- Heremsaf: braccio destro del sindaco di Kahun, inizierà Iker ai misteri di Osiride nella prima parte del libro.

## Edizioni
- Christian Jacq, I misteri di Osiride - La cospirazione del male, traduzione di Cristiana Latini e Chiara Santoriello, Mantova, Corriere della Sera, 2004,  p. 395.
- Christian Jacq, Lo scriba di Osiride - La cospirazione del male, traduzione di Cristiana Latini e Chiara Santoriello, Mantova, Tre60, 11 ottobre 2018,  p. 418, ISBN 978-88-6702-525-1.
- Christian Jacq, Lo scriba di Osiride - La cospirazione del male, collana Super TEA, traduzione di Cristiana Latini e Chiara Santoriello, Milano, TEA, 16 luglio 2020,  p. 420, ISBN 978-88-5025-878-9.